# Mária Szepes
Mária Szepes (en húngaro Magdolna Scherbach) (14 de diciembre de 1908-3 de septiembre de 2007), fue una guionista, actriz, escritora y periodista húngara.

## Biografía
Hija de la prima donna en la Ópera de Budapest Maria Kronémer y Sándor Papír. Contrajo matrimonio con Béla Szepes (1930–1986). Trabajó como guionista y actriz.
Realizó trabajos bajo los seudónimos Mária Papir y Mária Orsi. Autora de varios libros entre ellos: El león rojo, que fue escrito durante los difíciles tiempos de la Segunda Guerra Mundial. Después de la guerra en 1946 fue publicado en Budapest pero al poco tiempo fue prohibido por el gobierno.

## Libros
Escribió varios libros entre ellos: 
- 1946, El león rojo. ISBN 9788479531669